# Callitriche favargeri
Callitriche favargeri är en grobladsväxtart som beskrevs av Schotsman. Callitriche favargeri ingår i släktet lånkar, och familjen grobladsväxter. Inga underarter finns listade i Catalogue of Life.